# Christian Petzold
Christian Petzold (1677–1733) was een organist en componist uit Duitsland. Hij werd geboren in Weißig bij Königstein en overleed (waarschijnlijk) in Dresden, waar hij hoforganist was.
Petzold is vooral bekend door twee stukken van zijn hand, die later in het gezin van Johann Sebastian Bach anoniem werden overgenomen in het tweede Notenbüchlein für Anna Magdalena Bach. Tot 1979 werden de composities no. 4 en no. 5 – Menuet in G groot (BWV Anh. 114) en Menuet in g klein (BWV Anh. 115) – dan ook aan Bach toegeschreven. Hans-Joachim Schulze, musicoloog bij het Bach-Archiv te Leipzig, heeft kunnen vaststellen dat ze afkomstig zijn uit een klavecimbelsuite van Christian Petzold. 
Petzolds Menuet in G groot geniet in Nederland en België onder meer bekendheid doordat pretpark de Efteling deze compositie laat klinken uit de muzikale paddenstoelen in het sprookjesbos.
|                                  |  |                                  |
| Menuet in G groot (BWV Anh. 114) |  | Menuet in g klein (BWV Anh. 115) |

- Biblioteca Nacional de España: XX1567916
- Bibliothèque nationale de France: cb139236765 (data)
- Catàleg d'autoritats de noms i títols de Catalunya: 981058507596006706
- CiNii: DA12251835
- Gemeinsame Normdatei: 123594804
- International Standard Name Identifier: 0000 0000 8349 3883
- Library of Congress Control Number: n82039528
- Nationale Bibliotheek van Letland: 000150454
- MusicBrainz: 435c4a1f-7e51-4279-98bd-5cbcf01c8526
- Nationale Bibliotheek van Tsjechië: xx0109890
- Nationale Bibliotheek van Israël: 987012502012905171
- Nederlandse Thesaurus van Auteursnamen: 107625679
- SNAC: w62f9563
- Virtual International Authority File: 198409
- WorldCat: E39PBJdh46MPFX349bQrQ3HV4q